# Dravlje, Šentjakob v Rožu
Dravlje (nemško Dreilach) je naselje v Občini Šentjakob v Rožu v Okraju Beljak-dežela na Koroškem v Avstriji.